# Diengue
Diengue est un village du Sénégal situé en Basse-Casamance. Il fait partie de la communauté rurale de Niamone, dans l'arrondissement de Tenghory, le département de Bignona et la région de Ziguinchor.
Lors du dernier recensement (2002), la localité comptait 625 habitants et 87 ménages.